# Аннали Яна з Тарговиська
Аннали Яна з Тарговиська (пол. Rocznik Jana z Targowiska) — написані латинською мовою у 2-й половині XV ст. історичні замітки перемишльського єпископа Яна з Тарговиська (помер в ніч з 8 на 9 червня 1492 року). Знаходяться на полях 5-ти останніх листів кельнського видання твору Вернера Ролевінка «Fasciculus temporum» (1474 р.). Охоплюють період з кін. XIV ст. до 1491 р Описують головним чином історію Польщі та Литви, особливо в контексті їх взаємовідносин з сусідніми країнами: Угорщиною, Чехією, Молдовою і Туреччиною. Також містять окремі відомості з історії Італії та Німеччині. Представляють інтерес своїми унікальними відомостями про татарські і волоські набіги на Україну в 1481 і 1490—1491 рр.

## Видання
- Rocznik Jana z Targowiska / wydal E. Kalitowski // MPH, Tomus 3. Lwow. 1878, p. 232—240[2].